# Integrazione orizzontale
L'integrazione orizzontale è l'espansione dell'attività dell'impresa a prodotti, processi e know-how affini alla filiera tecnologico-produttiva già esistente. La strategia di integrazione orizzontale riguarda anche tipi differenti di produzione, ma caratterizzati da medesimi cicli produttivi, da fasi di comune lavorazione, da stesse tecnologie produttive. Ad esempio è integrazione orizzontale l'assorbimento di un'impresa che opera nel settore degli elettrodomestici e che produce lavatrici e lavastoviglie da parte di un'impresa che opera nello stesso settore ma che produce frigoriferi.
È diversa dall'integrazione verticale che consiste nell'integrazione di diverse fasi della filiera produttiva delle aziende (aziende di produzione).